# TM4SF4
TM4SF4 (англ. Transmembrane 4 L six family member 4) – білок, який кодується однойменним геном, розташованим у людей на 3-й хромосомі. Довжина поліпептидного ланцюга білка становить 202 амінокислот, а молекулярна маса — 21 396.
| 10         |  | 20         |  | 30         |  | 40         |  | 50         |
| ---------- |  | ---------- |  | ---------- |  | ---------- |  | ---------- |
| MCTGGCARCL |  | GGTLIPLAFF |  | GFLANILLFF |  | PGGKVIDDND |  | HLSQEIWFFG |
| GILGSGVLMI |  | FPALVFLGLK |  | NNDCCGCCGN |  | EGCGKRFAMF |  | TSTIFAVVGF |
| LGAGYSFIIS |  | AISINKGPKC |  | LMANSTWGYP |  | FHDGDYLNDE |  | ALWNKCREPL |
| NVVPWNLTLF |  | SILLVVGGIQ |  | MVLCAIQVVN |  | GLLGTLCGDC |  | QCCGCCGGDG |
| PV         |  |            |  |            |  |            |  |            |

A: Аланін

C: Цистеїн

D: Аспарагінова кислота

E: Глутамінова кислота

F: Фенілаланін

G: Гліцин

H: Гістидин

I: Ізолейцин

K: Лізин

L: Лейцин

M: Метіонін

N: Аспарагін

P: Пролін

Q: Глутамін

R: Аргінін

S: Серин

T: Треонін

V: Валін

W: Триптофан

Локалізований у мембрані.